# Lepaterique
Lepaterique (uit het Lenca: "Berg van de tijger") is een gemeente (gemeentecode 0809) in het departement Francisco Morazán in Honduras.
Het dorp heette vroeger Lepatrequi. Het ligt op een vlakte, omgeven door bergen.
Bij Lepaterique ligt een militaire basis. In de jaren '80 werd deze gebruikt tegen de contra's in Nicaragua. Ook gebruikte de Argentijnse geheime dienst hem in Operatie Condor. In augustus 2005 werd bekend dat het bedrijf Triple Canopy uit de Verenigde Staten op deze basis Latijns-Amerikaanse huursoldaten trainde om ze naar Irak te sturen.
Elk jaar wordt in mei het Bloemenfestival (Festival de las Flores) gehouden.

## Bevolking
De bevolking is als volgt verdeeld:
| Vrouwen | 10.631 | 50% |
| Mannen  | 10.614 | 50% |

## Dorpen
De gemeente bestaat uit drie dorpen (aldea), waarvan de grootste qua inwoneraantal: Lepaterique (code 080901) en Hierbabuena (080905).